# Скрибония (дъщеря на Луций Скрибоний Либон консул 16 г.)
Вижте пояснителната страница за други личности с името Скрибония.
Скрибония Либона (на латински: Scribonia; Scribonia Magna; Scribonia Crassi; * пр. 16 г.) е римлянка от 1 век.

## Произход
Дъщеря е на Корнелия Помпея и Луций Скрибоний Либон (консул 16 г.). Внучка е по майчина линия на Помпея Магна (дъщеря на Помпей Велики и Муция Терция) и Луций Корнелий Цина (консул 32 пр.н.е.). Правнучка е по майчина линия на Помпей Велики. По бащина линия е внучка на Луций Скрибоний Либон (консул 34 пр.н.е.).

## Фамилия
Скрибония се омъжва за Марк Лициний Крас Фруги (консул 27 г.), син на Марк Лициний Крас Фруги (консул 14 пр.н.е.). Те имат четирима сина и една дъщеря:
- Марк Лициний Крас Фруги (консул 64 г.)
- Гней Помпей Магн, жени се за Клавдия Антония през 43 г., дъщеря на Клавдий и втората му съпруга Елия Петина
- Марк Лициний Крас Скрибониан
- Луций Калпурний Пизон Фруги Лициниан (38 – 69), осиновен от Галба на 10 януари 69 г., женен за Верания
- Лициния Стара, съпруга на Луций Калпурний Пизон (консул 57 г.)

Скрибония и Фруги са баба и дядо от женитбата на първия им син със Сулпиция Претекста на Луций Скрибоний Либон Рупилий Фруги Бон (суфектконсул 88 г.).